# Semi-infinite Optimierung
In der semi-infiniten Optimierung (englisch Semi-infinite programming SIP) geht es um Optimierungsprobleme mit einer endlichen Anzahl Entscheidungsvariablen und einer unendlichen Anzahl Nebenbedingungen, oder einer unendlichen Anzahl Entscheidungsvariablen bei endlicher Anzahl Nebenbedingungen.

## Problemformulierung
Das Grundproblem lässt sich wie folgt formulieren
{\displaystyle {\begin{aligned}{\text{minimiere}}&\quad f(x),x\in X\\{\text{unter Nebenbedingungen:}}&\quad g(x,y)\leq 0,\forall y\in Y\end{aligned}}}

## Lösungsansätze

### Lösen von Problemen mit unendlich vielen Nebenbedingungen per lokaler Reduktion
Für den Fall, dass das semiunendliche Problem eine unendliche Anzahl Nebenbedingungen, aber eine endliche Zahl Entscheidungsvariablen aufweist, kann das Problem zumindest lokal auf ein äquivalentes Problem mit endlicher Anzahl Nebenbedingungen reduziert werden.
Dieser in der Literatur als „lokale Reduktion“ bezeichnete Algorithmus sieht dafür folgende Schritte vor:
Initialisierung des Algorithmus:
- Wähle eine Untermenge von {\displaystyle Y_{0}\subset Y}, die durch eine endliche Anzahl Nebenbedingungen ausgedrückt werden kann
- Definiere {\displaystyle k:=0}

Kernalgorithmus:
- Berechne {\displaystyle x_{k}\in \arg \min _{x_{k}\in F_{k}}f(x)}
- Berechne {\displaystyle y_{k+1}\in \arg \max _{y\in Y_{k}}g(x^{k},y)}
- Erweitere {\displaystyle Y_{k+1}:=Y^{k}\cup \{y_{k+1}\}}
- Und bereite den Algorithmus auf die nächste Iteration vor: {\displaystyle k:=k+1}

Abbruchkriterium:
Falls {\displaystyle g(x_{k},y_{k+1})\leq 0} hat der Algorithmus eine lokal äquivalente Formulierung des semiunendlichen Problems gefunden.